# Marehra
Marehra là một thành phố và là nơi đặt ban đô thị (municipal board) của quận Etah thuộc bang Uttar Pradesh, Ấn Độ.

## Nhân khẩu
Theo điều tra dân số năm 2001 của Ấn Độ, Marehra có dân số 17.772 người. Phái nam chiếm 53% tổng số dân và phái nữ chiếm 47%. Marehra có tỷ lệ 40% biết đọc biết viết, thấp hơn tỷ lệ trung bình toàn quốc là 59,5%: tỷ lệ cho phái nam là 49%, và tỷ lệ cho phái nữ là 30%. Tại Marehra, 18% dân số nhỏ hơn 6 tuổi.